# Стилвил (Илиноис)
Стилвил (енгл. Steeleville) град је у америчкој савезној држави Илиноис.

## Демографија
По попису из 2010. године број становника је 2.083, што је 6 (0,3%) становника више него 2000. године.
| Група             | 2000.         | 2010.         |
| Белци             | 2.045 (98,5%) | 2.041 (98,0%) |
| Афроамериканци    | 0 (0,0%)      | 2 (0,1%)      |
| Азијати           | 9 (0,4%)      | 2 (0,1%)      |
| Хиспаноамериканци | 14 (0,7%)     | 28 (1,3%)     |
| Укупно            | 2.077         | 2.083         |